# Epacmus pallidus
Epacmus pallidus är en tvåvingeart som beskrevs av Cresson 1919. Epacmus pallidus ingår i släktet Epacmus och familjen svävflugor. Inga underarter finns listade i Catalogue of Life.